# Мадридски споразум (1630)
Мир у Мадриду потписан је 15. новембра 1630. године између Краљевине Енглеске и Хабзбуршке Шпаније. Овим миром завршен је Англо-шпански рат (1625—1630). Сем неких мањих измена, углавном су прихваћене одредбе Лондонског мира (1604. године). 